# Phaeomycocentrospora
Phaeomycocentrospora is een monotypisch geslacht van schimmels uit de orde Pleosporales. Het bevat alleen Phaeomycocentrospora cantuariensis.